# Jan Korytko (zm. 1638)
Jan Korytko herbu Jelita (zm. w 1638 roku) – łowczy lwowski w latach 1626–1638, łowczy przemyski w latach 1622–1626, starosta wiszeński w 1624 roku.
Poseł województwa ruskiego na sejm 1624 roku. 